# 古橋信孝
古橋 信孝（ふるはし のぶよし、1943年3月8日 - ）は、日本の日本文学研究者。博士（文学）（東京大学・論文博士・1999年）（学位論文『和文学の成立』）。武蔵大学名誉教授。専攻は古代文学。第一回上代文学会賞受賞。

## 来歴・人物
東京生まれ。東京都立井草高等学校卒業、東京大学文学部国文学科卒業、同大学院博士課程満期退学。1984年、「古代のうたの表現の論理」（「文学」1983年5月号）ほか1篇の業績により、第一回上代文学会賞を受賞。1999年、『和文学の成立』で東京大学より博士（文学）の学位を取得。武蔵大学助教授、教授を経て、2013年、定年退職し、名誉教授となる。万葉集を専門とするが、吉本ばななと俵万智を論じたこともある。その他、古代から中古の物語文学も論じる。

## 著書

### 単著
- 『古代歌謡論』冬樹社 1982
- 『万葉集を読みなおす 神謡から“うた"へ』NHKブックス：日本放送出版協会 1985
- 『古代の恋愛生活 万葉集の恋歌を読む』NHKブックス：日本放送出版協会 1987／読みなおす日本史：吉川弘文館 2016
- 『古代和歌の発生 歌の呪性と様式』東京大学出版会 1988
- 『幻想の古代 琉球文学と古代文学』新典社 1989
- 『吉本ばななと俵万智』筑摩書房 1990
- 『神話・物語の文芸史』ぺりかん社 1992
- 『万葉歌の成立』講談社学術文庫 1993
- 『万葉集 歌のはじまり』ちくま新書：筑摩書房 1994
- 『古代都市の文芸生活』大修館書店 1994
- 『雨夜の逢引 和語の生活誌』大修館書店 1996
- 『平安京の都市生活と郊外』吉川弘文館 1998
- 『和文学の成立 奈良平安初期文学史論』若草書房 1998
- 『物語文学の誕生 万葉集からの文学史』角川叢書：角川書店 2000
- 『誤読された万葉集』新潮新書：新潮社 2004
- 『日本文学の流れ』岩波書店 2010
- 『柿本人麿　神とあらはれし事も度度の事也』ミネルヴァ書房〈日本評伝選〉 2015
- 『文学はなぜ必要か　日本文学＆ミステリー案内』笠間書院 2015
- 『平安期日記文学総説　一人称の成立と展開』「日記で読む日本史9」臨川書店 2018
- 『ミステリーで読む戦後史』平凡社新書 2019
- 『ミステリーで読む平成時代 1989～2019年』平凡社新書 2024.4

### 共編著
- 『ことばの古代生活誌』河出書房新社 1989
- 『天皇制の原像』至文堂 1989
- 『万葉集を読む』吉川弘文館 2008
- 『万葉集百歌』森朝男共著 青灯社 2008
- 『残したい日本語』森朝男共著 青灯社 2011
- 『現古辞典 現代語から古語を引く』鈴木泰・石井久雄共著 河出書房新社 2012／河出文庫 2018
- 『古代歌謡とはなにか 読むための方法論』居駒永幸共編 笠間書院 2015
- 『説話の形成と周縁』（古代および中近世篇）倉本一宏・小峯和明共編 臨川書店 2019
- 編『大和物語新釈』（上巻）臨川書店 2021